# Spinnenschwanzviper
Die Spinnenschwanzviper (Pseudocerastes urarachnoides) ist eine Schlangenart aus der Gattung der Trughornvipern (Pseudocerastes) innerhalb der Familie der Vipern (Viperidae). Sie kommt nur in einem begrenzten Gebiet im Westen des Irans vor. Der wissenschaftliche Name urarachnoides (οὐρά Schwanz + ἀράχνη Spinne + οειδής Ähnlichkeit), bezieht sich auf den spinnenartigen Schwanz, der der Schlange als Beuteköder dient.

## Merkmale
Die Spinnenschwanzviper ist eine Trughornviper mit kurzem Schwanz, das Verhältnis von Körper- zu Schwanzlänge beträgt 9,65 bis 10,5. Bei einem lebend gefangenen Männchen war der Schwanz bei einer 84 cm Gesamtlänge 8 cm lang. Die Schuppen sind deutlich runzliger als bei anderen iranischen Schlangen und machen die Haut sehr rau. Der Kopf ist abgeflacht, die Schnauze kurz und breit gerundet. Die oberen Kopfschuppen sind klein und gekielt. Über dem Auge befindet sich eine aufrechte hornartige Schuppe, die von kleinen Schuppen umgeben ist. Auf einer Linie zwischen den hornartigen Schuppen liegen 16 Schuppen, 17 um die Augen. Die Rückenschuppen sind stark gekielt, mehrere Reihen seitlicher Rückenschuppen sind schwach, die äußeren Reihen in der Körpermitte deutlich, sonst nur undeutlich gekielt. Um die Körpermitte befinden sich, je nach beschriebenem Exemplar, 21 oder 23 Schuppen. Die Anzahl Bauchschuppen beträgt 145, die Analschuppe ist einteilig. Der Schwanz ist kurz, die Anzahl Subcaudaliapaare ist mit 15 bei den bekannten Exemplaren klein, die distalen (vom Körperzentrum entfernten) Paare bilden eine 10,4 mm lange, ovale, beulenartige Struktur und die darauf folgenden, zum Körper liegenden seitlichen dorsalen Schwanzschuppen (Scutum caudale) stehen als längliche Fortsätze hervor und erwecken den Eindruck von Arthropodenbeinen. Die Schwanzwirbel erstrecken sich in diese Struktur und sind nicht deformiert oder modifiziert. Die vordere Hälfte der Zunge ist weißer und schmaler als die hintere Hälfte.
Der Holotypus und der Paratypus werden oberseits gräulich und bräunlich mit vier Reihen von großen, dunklen Flecken beschrieben. Die beiden mittleren Reihen laufen manchmal zu Bändern zusammen. Auf jeder Seite des Kopfes verläuft ein dunkler Streif von den Augen bis hinter die Mundwinkel. Die Unterseite ist cremefarben, seitlich befindet sich Reihe von dunklen Flecken.

## Verbreitung, Lebensraum und Lebensweise

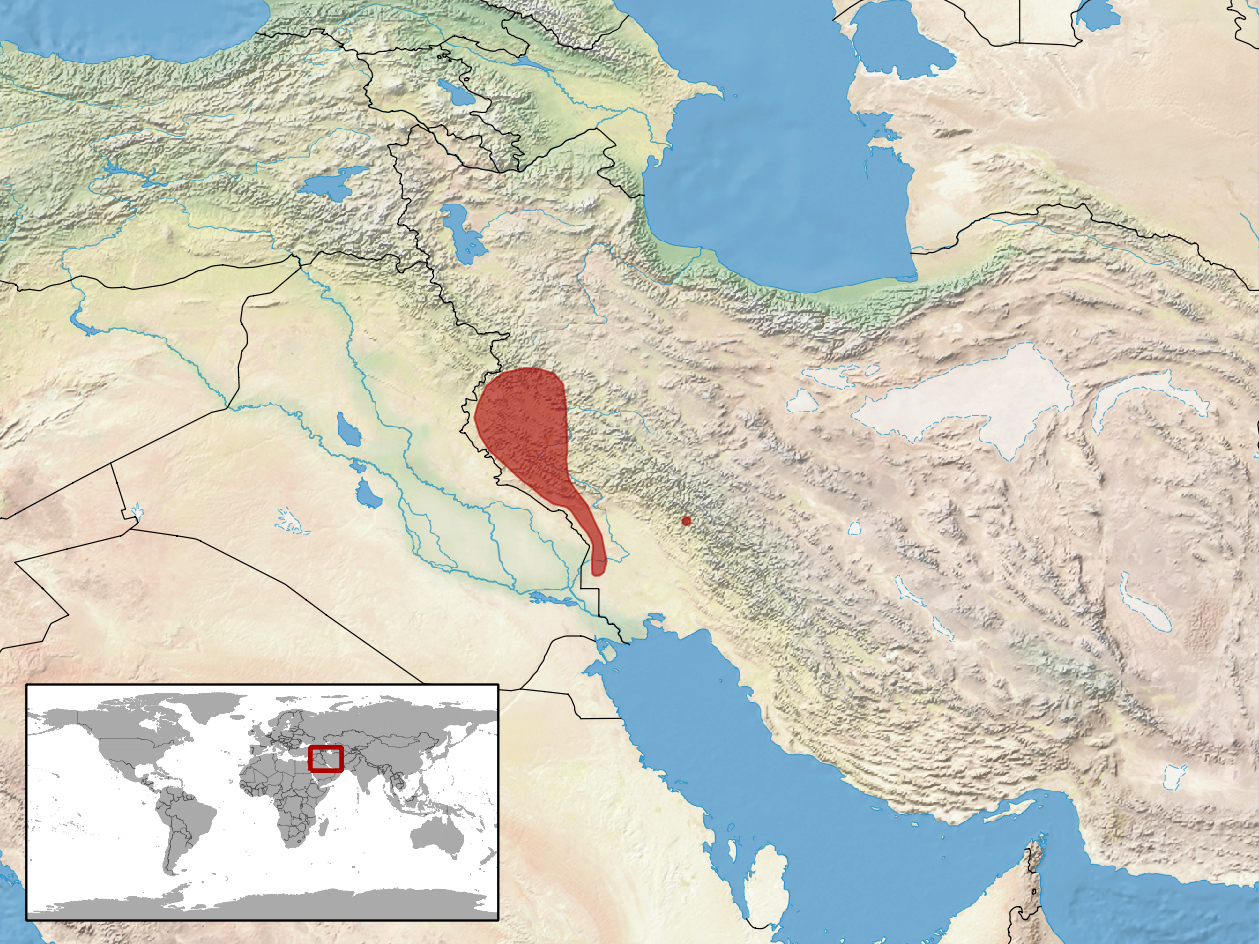
Verbreitungsgebiet der Spinnenschwanzviper

Funde der Spinnenschwanzviper stammen aus dem Zāgros-Gebirge von Qasr-e Schirin bis zur Provinz Chuzestan. Die Typlokalität liegt 70 km südwestlich der Stadt Ilam in der gleichnamigen Provinz Ilam.
Die Art kommt in hügeligen und hochgelegenen Gebieten, meist aus Gipsgestein, vor. Sie bevorzugt tiefe Spalten und Löcher im Gipsuntergrund, während der warmen Sommermonate ist es dort feucht und kühl. Ein Exemplar wurde nachts in offenen Gelände in einer von Landwirtschaft geprägten Region gesammelt. Die Tiere können versteckt unter kleinen Sträuchern in der Nähe ihrer Höhlen angetroffen werden, die Erstbeschreiber spekulieren, dass der Schwanzanhang als Beuteköder für Lauerjäger dienen könnte. Inzwischen wurde das Ködern mit dem Schwanz beobachtet und als sehr attraktiv beschrieben, es sah aus wie eine sich schnell bewegende Spinne. Im Magen des Paratypus wurde ein Vogel gefunden. Möglicherweise hat die Spinnenschwanzviper eine spezialisierte Ernährungsweise und jagt, wenn auch nicht ausschließlich, Vögel. Über die Fortpflanzung ist nichts bekannt.

## Systematik
Die Spinnenschwanzviper ist eine von drei heute anerkannten Arten innerhalb der Trughornvipern (Pseudocerastes). Sie wurde 2006 zum ersten Mal wissenschaftlich beschrieben. Ein Exemplar, gesammelt während einer Expedition in den Iran 1968, wurde für eine Mutation der Persischen Trughornviper (Pseudocerastes persicus) gehalten. Erst 2003 wurde ein zweites Exemplar gesammelt und als unbeschriebene Art, nahe verwandt mit Pseudocerastes fieldi und Pseudocerastes persicus angenommen.